# مكتب الإدارة والميزانية
مكتب الإدارة والميزانية (OMB) هو أكبر مكتب داخل المكتب التنفيذي لرئيس الولايات المتحدة (EOP). الوظيفة الأكثر بروزًا لمكتب الإدارة والميزانية هي إعداد ميزانية الرئيس، ولكنه يفحص أيضًا برامج الوكالات وسياساتها وإجراءاتها لمعرفة ما إذا كانت تتوافق مع سياسات الرئيس وينسق مبادرات السياسة بين الوكالات.
أصبحت شالاندا يونج مديرة بالإنابة لمكتب الإدارة والميزانية في مارس 2021، وأكد تعيينها من قبل مجلس الشيوخ في مارس 2022.

## تاريخ
تأسس مكتب الميزانية، وهو سلف مكتب الإدارة والميزانية، في عام 1921 كجزء من وزارة الخزانة بموجب قانون الميزانية والمحاسبة لعام 1921، والذي وقعه الرئيس وارن جي. هاردينج ليصبح قانونًا. نقل مكتب الميزانية إلى المكتب التنفيذي للرئيس في عام 1939 وإدير من قبل هارولد د. سميث أثناء التوسع السريع للإنفاق الحكومي خلال الحرب العالمية الثانية. وصف جيمس إل. سوندكويست، أحد الموظفين في مكتب الميزانية، العلاقة بين الرئيس والمكتب بأنها وثيقة للغاية، ووصف مديري المكتب اللاحقين بأنهم سياسيون، وليسوا مسؤولين حكوميين.
أعيد تنظيم المكتب ليصبح مكتب الإدارة والميزانية في عام 1970 أثناء إدارة نيكسون. وضم أول مكتب للإدارة والميزانية روي آش (رئيسًا)، وبول أونيل (مساعد مدير)، وفريد مالك (نائب مدير)، وفرانك زارب (مدير مشارك)، وعشرات آخرين.
في تسعينيات القرن العشرين، أعيد تنظيم مكتب الإدارة والميزانية لإزالة التمييز بين موظفي الإدارة وموظفي الميزانية من خلال الجمع بين الأدوار المزدوجة في كل فاحص برنامج معين داخل مكاتب إدارة الموارد.

## الأهداف
يقوم مكتب الإدارة والميزانية بإعداد مقترح ميزانية الرئيس إلى الكونجرس ويشرف على إدارة وكالات السلطة التنفيذية. يقوم بتقييم فعالية برامج الوكالة وسياساتها وإجراءاتها، ويقيم طلبات التمويل المتنافسة بين الوكالات، ويحدد أولويات التمويل. يضمن مكتب الإدارة والميزانية أن تكون تقارير الوكالة وقواعدها وشهاداتها والتشريعات المقترحة متوافقة مع سياسات ميزانية الرئيس وإدارته.
كما يشرف مكتب الإدارة والميزانية على سياسات المشتريات والإدارة المالية والمعلومات والتنظيم الخاصة بالإدارة وينسقها. وفي كل من هذه المجالات، يتمثل دور مكتب الإدارة والميزانية في المساعدة على تحسين الإدارة الإدارية، وتطوير تدابير الأداء وآليات التنسيق بشكل أفضل، وتقليل الأعباء غير الضرورية على الجمهور.
المهام الحرجة لمكتب الإدارة والميزانية هي:
1. إن تطوير الميزانية وتنفيذها هي عملية حكومية بارزة يديرها المكتب التنفيذي للرئيس (EOP) وجهاز يستخدمه الرئيس لتنفيذ سياساته وأولوياته وإجراءاته في كل شيء بدءًا من وزارة الدفاع إلى وكالة ناسا.
2. إدارة الشؤون المالية والمستندات وتكنولوجيا المعلومات للوكالات الأخرى.

## بناء

### ملخص
يتألف مكتب الإدارة والميزانية بشكل أساسي من موظفين معينين مهنيًا يعملون على ضمان الاستمرارية عبر التغييرات في الحزب والإدارة في البيت الأبيض. ستة مناصب داخل مكتب الإدارة والميزانية – المدير ونائب المدير ونائب المدير للإدارة ومديري مكتب المعلومات والشؤون التنظيمية ومكتب سياسة المشتريات الفيدرالية ومكتب الإدارة المالية الفيدرالية – يتم تعيينهم من قبل الرئاسة ويتم تأكيد تعيينهم من قبل مجلس الشيوخ.
إن أكبر مكونات مكتب الإدارة والميزانية هي مكاتب إدارة الموارد الخمسة، والتي يتم تنظيمها على أسس وظيفية تعكس الحكومة الفيدرالية، ويقود كل منها مدير مساعد في مكتب الإدارة والميزانية. يتم تعيين ما يقرب من نصف جميع موظفي مكتب الإدارة والميزانية في هذه المكاتب، ويتم تعيين غالبيتهم كمدققين للبرامج. يمكن تعيين فاحصي البرامج لمراقبة وكالة فيدرالية واحدة أو أكثر أو قد يتم نشرهم في مجال موضوعي، مثل مراقبة القضايا المتعلقة بالسفن الحربية التابعة للبحرية الأمريكية. يتحمل هؤلاء الموظفون مسؤولية مزدوجة عن كل من القضايا الإدارية والميزانية، فضلاً عن تقديم المشورة المتخصصة بشأن جميع الجوانب المتعلقة ببرامجهم. كل عام يقومون بمراجعة طلبات ميزانية الوكالات الفيدرالية والمساعدة في تحديد طلبات الموارد التي سيتم إرسالها إلى الكونجرس كجزء من ميزانية الرئيس. يقومون بإجراء تقييمات متعمقة للبرامج باستخدام أداة تقييم تقييم البرامج، ومراجعة اللوائح المقترحة وشهادات الوكالات، وتحليل التشريعات المعلقة، والإشراف على جوانب أجندة إدارة الرئيس بما في ذلك بطاقات أداء إدارة الوكالات. غالبًا ما يُطلب منهم تقديم معلومات تحليلية لموظفي برنامج EOP. كما أنها توفر معلومات مهمة للموظفين المكلفين بالمكاتب القانونية داخل مكتب الإدارة والميزانية: مكتب المعلومات والشؤون التنظيمية، ومكتب سياسة المشتريات الفيدرالية، ومكتب الإدارة المالية الفيدرالية، ومكتب الحكومة الإلكترونية وتكنولوجيا المعلومات، الذي يتخصص في قضايا مثل اللوائح الفيدرالية وسياسة المشتريات والقانون.
وتشمل المكونات الأخرى مكاتب الدعم على مستوى مكتب الإدارة والميزانية، بما في ذلك مكتب المستشار العام، ومكتب الشؤون التشريعية، وقسم مراجعة الميزانية، وقسم المرجعية التشريعية. يتولى بنك التنمية البرازيلي تنسيق الميزانية على مستوى الحكومة وهو مسؤول إلى حد كبير عن الجوانب الفنية المتعلقة بإصدار ميزانية الرئيس في فبراير من كل عام. وفيما يتعلق بتقدير الإنفاق للسلطة التنفيذية، فإن مكتب الميزانية في الكونغرس يخدم غرضًا موازيًا لغرض مكتب الميزانية في الكونغرس (الذي تم إنشاؤه استجابة لمكتب الإدارة والميزانية) لتقدير الإنفاق في الكونغرس، ووزارة الخزانة لتقدير إيرادات السلطة التنفيذية، واللجنة المشتركة للضرائب لتقدير إيرادات الكونغرس.
يعد قسم المرجعية التشريعية بمثابة مركز الحكومة الفيدرالية المركزي لتبادل التشريعات المقترحة أو شهادات المسؤولين الفيدراليين. وتقوم اللجنة بتوزيع التشريعات المقترحة والشهادات على جميع المراجعين الفيدراليين ذوي الصلة وتقوم بتقطير التعليقات إلى رأي إجماعي للإدارة حول الاقتراح. وهي مسؤولة أيضًا عن كتابة مذكرة مشروع القانون المسجلة إلى الرئيس بمجرد تقديم مشروع قانون من قبل غرفتي الكونجرس لتوقيعه من قبل الرئيس. تتضمن مذكرة مشروع القانون المسجل تفاصيل مشروع القانون، والآراء حول مشروع القانون من الإدارات الفيدرالية ذات الصلة، والرأي العام حول ما إذا كان ينبغي التوقيع عليه كقانون أو نقضه. كما يصدر البيت الأبيض بيانات سياسة الإدارة التي تتيح للكونغرس معرفة الموقف الرسمي للبيت الأبيض بشأن التشريعات المقترحة.

### الدور في عملية الموازنة التنفيذية
في الممارسة العملية، عهد الرئيس إلى مكتب الإدارة والميزانية بمسؤوليات معينة عندما يتعلق الأمر بالميزانية وتعيين السلطات التي تلعب دورًا رئيسيًا في تطويرها. ينسق مكتب الإدارة والميزانية عملية تطوير مقترح ميزانية الرئيس من خلال إصدار النشرات والمذكرات والوثائق التوجيهية لرؤساء الوكالات التنفيذية. يتعاون مكتب الإدارة والميزانية بشكل وثيق مع الوكالات التنفيذية للتأكد من أن عملية الميزانية والمقترح تتم بسلاسة.
يتضمن تطوير الميزانية داخل السلطة التنفيذية العديد من الخطوات ويستغرق إكمالها ما يقرب من عام. الخطوة الأولى هي إبلاغ مكتب الإدارة والميزانية الرئيس بالوضع الاقتصادي للبلاد. تُعرف الخطوة التالية باسم التوجيه الربيعي: يقدم مكتب الإدارة والميزانية للوكالات التنفيذية تعليمات بشأن التوجيه السياسي لاستخدامه عند طرح طلبات الميزانية الخاصة بهم جنبًا إلى جنب مع المواعيد النهائية لتقديم طلباتهم. ثم يعمل مكتب الإدارة والميزانية مع الوكالات لمناقشة القضايا في الميزانية القادمة. في يوليو، يصدر مكتب الإدارة والميزانية التعميم A-11 لجميع الوكالات، والذي يحدد التعليمات لتقديم مقترحات الميزانية، والتي تقدمها الوكالات بحلول سبتمبر. تبدأ السنة المالية في الأول من أكتوبر ويجتمع موظفو مكتب الإدارة والميزانية مع كبار ممثلي الوكالات لمعرفة ما إذا كانت مقترحاتهم تتماشى مع أولويات الرئيس وسياساته وتحديد القيود داخل اقتراح الميزانية حتى أواخر نوفمبر. ثم يجتمع مدير مكتب الإدارة والميزانية مع الرئيس ومستشاري برنامج السياسات التنفيذية لمناقشة مقترحات ميزانية الوكالات ويوصي باقتراح ميزانية فيدرالية، ويتم إخطار الوكالات بالقرارات بشأن طلباتها. يمكنهم الاستئناف إلى مكتب الإدارة والميزانية والرئيس في ديسمبر إذا كانوا غير راضين عن القرارات. بعد العمل معًا لحل المشكلات، تقوم الوكالات ومكتب الإدارة والميزانية بإعداد وثيقة تبرير الميزانية لتقديمها إلى اللجان الكونجرسية ذات الصلة، وخاصة لجنة التخصيصات. وأخيرًا، بحلول أول يوم اثنين من شهر فبراير، يجب على الرئيس مراجعة الميزانية النهائية وتقديمها إلى الكونجرس للموافقة عليها.
ويتولى مكتب الإدارة والميزانية أيضًا مسؤولية إعداد بيانات السياسة الإدارية (SAPs) مع الرئيس. تسمح هذه البيانات لمكتب الإدارة والميزانية بتوصيل سياسات الرئيس والوكالات إلى الحكومة ككل وتحديد أجندات صناع السياسات.  أثناء مراجعة الميزانية الفيدرالية، يمكن لمجموعات المصالح الضغط من أجل تغيير السياسات والتأثير على ميزانية العام الجديد. يلعب مكتب الإدارة والميزانية دورًا رئيسيًا في الصراعات السياسية من خلال التأكد من أن التشريعات وإجراءات الوكالات تتوافق مع السلطة التنفيذية. ويلعب مكتب الإدارة والميزانية دوراً قوياً ومؤثراً في الحكومة، ويتمثل دوره الأساسي في التأكد من سير العمليات اليومية للحكومة. بدون ميزانية، لن يكون من الممكن دفع رواتب الموظفين الفيدراليين، ولن يكون من الممكن فتح المباني الفيدرالية، وستتوقف البرامج الفيدرالية في حالة إغلاق الحكومة. يمكن أن تحدث عمليات الإغلاق عندما يرفض الكونجرس تمرير الميزانية. 

### الإيقاف والمنع
إنشأ لجنة الإيقاف والحظر بين الوكالات (ISDC) باعتبارها لجنة تابعة لمكتب الإدارة والميزانية بموجب الأمر التنفيذي رقم 12549 الذي أصدره الرئيس رونالد ريجان في عام 1986، وذلك بغرض مراقبة تنفيذ الأمر. وينص هذا الأمر على إلزام الإدارات والوكالات التنفيذية بما يلي:
- المشاركة في نظام الإيقاف والحظر على مستوى الحكومة،
- إصدار لوائح بمعايير حكومية شاملة وإجراءات الإجراءات القانونية الواجبة عند منع أو تعليق المشاركين، و
- إرسال معلومات التعريف الخاصة بالمشاركين المحظورين والمعلقين إلى إدارة الخدمات العامة لإدراجها في قائمة الأشخاص المستبعدين، والمعروفة الآن باسم نظام إدارة الجوائز (SAM).

### النشرات الدورية
النشرات هي تعليمات أو معلومات يصدرها مكتب الإدارة والميزانية للوكالات الفيدرالية والتي يتم فهرستها حسب الفئة الرئيسية: الميزانية، والحكومات المحلية والولائية، والمؤسسات التعليمية وغير الربحية، والمشتريات الفيدرالية، والإدارة المالية الفيدرالية، وموارد المعلومات الفيدرالية / جمع البيانات والأغراض الخاصة الأخرى.
التعميم رقم أ-119 التعميم A-119 مخصص للمشاركة الفيدرالية في تطوير واستخدام معايير الإجماع الطوعية وفي أنشطة تقييم المطابقة. تطلب المادة A-119 من وكالاتها اعتماد معايير الإجماع الطوعية قبل الاعتماد على معايير الصناعة والحد من اعتماد الوكالات على المعايير الحكومية إلى الحد الأدنى. وتحرص الوكالات الأمريكية على تبني المعايير الدولية على نطاق واسع.  ويتضمن ذلك:
- وكالة حماية البيئة تشير إلى أيزو 14000[28] لدعم السياسة العامة في الإدارة البيئية[29]
- وزارة الطاقة تشير إلى أيزو 50001[30] لدعم السياسة العامة لأداء الطاقة بما يتماشى مع وكالة الطاقة الدولية[31]
- وزارة العمل تشير إلى أيزو 45001[32] لدعم السياسة العامة في مجال الصحة والسلامة المهنية
- إدارة الغذاء والدواء تشير إلى أيزو 13485[33] لدعم السياسة العامة في الأجهزة الطبية[34]
- إدارة الغذاء والدواء تشير إلى أيزو 22000[35] لدعم السياسة العامة في المنتجات الغذائية[36]

### منظمة
- مدير مكتب الإدارة والميزانية
  - نائب المدير، مكتب الإدارة والميزانية
  - المدير التنفيذي المساعد لمكتب الإدارة والميزانية
    - مكتب المستشار العام
    - مكتب الشؤون التشريعية
    - مكتب الاتصالات
    - مكتب السياسة الاقتصادية
    - قسم الإدارة والعمليات
    - قسم المراجع التشريعية
    - قسم مراجعة الميزانية (BRD)
    - مكاتب إدارة الموارد
      - برامج الموارد الطبيعية
      - برامج التعليم والحفاظ على الدخل والعمل
      - برامج الصحة
      - برامج الحكومة العامة
      - برامج الأمن القومي

  - نائب مدير الإدارة (المسؤول الرئيسي عن الأداء في الولايات المتحدة)
    - مكتب الأداء وإدارة الموظفين
    - مكتب الإدارة المالية الفيدرالية (OFFM)
    - مكتب سياسة المشتريات الفيدرالية (OFPP)
    - مكتب الحكومة الإلكترونية وتكنولوجيا المعلومات (المسؤول: كبير مسؤولي المعلومات الفيدراليين في الولايات المتحدة)
      - وحدة الأمن السيبراني والأمن الوطني
      - الخدمة الرقمية للولايات المتحدة (USDS)

    - مكتب المعلومات والشؤون التنظيمية
    - مكتب منسق إنفاذ الملكية الفكرية (IPEC)

#### المعينون الحاليون
- المخرج: شالاندا يونج
  - نائب المدير: ناني كولوريتي
    - رئيسة هيئة موظفي مكتب الإدارة والميزانية: راشيل والاس
    - المستشار العام: دانييل جاكوبسون

  - نائب المدير للإدارة (المسؤول الرئيسي عن الأداء في الولايات المتحدة): جيسون ميلر
    - مراقب مكتب الإدارة المالية الفيدرالية : جون باسكوانتينو (بالنيابة)
    - مدير مكتب سياسة المشتريات الفيدرالية: ليزلي فيلد (بالنيابة)
    - مدير مكتب الحكومة الإلكترونية وتكنولوجيا المعلومات (المسؤول الفيدرالي الأول عن المعلومات في الولايات المتحدة): كلير مارتورانا
    - صنع في أمريكا المخرج: ليفيا شمافونيان
    - مدير مكتب المعلومات والشؤون التنظيمية: ريكي ريفز
      - كبير الإحصائيين في الولايات المتحدة : كارين أورفيس[37]

## روابط خارجية
- Office of Management and Budget in the Federal Register
- Budget of the United States government and supplements, 1923–present
- Death and Taxes: 2009 A visual guide and infographic of the 2009 United States federal discretionary budget request as prepared by OMB
- "The Decision Makers: Office of Management and Budget" GovExec.com, August 22, 2005